# Эргастерий
Эргастерий (др.-греч. ἐργαστήριον — «рабочее место») — ремесленная мастерская в Древней Греции, на эллинистическом Востоке, в восточных провинциях Римской республики (с 27 года до н. э. — Римской империи). Не имела сколько-нибудь значительного технического оборудования. Продукция производилась на заказ или впрок.

## Рабочая сила
Основа производства — эксплуатация рабского труда.
Число рабов в эргастериях было небольшим: обычно от 3 до 10. В IV веке до н. э. число рабов на самых больших ремесленных производствах достигало 100 человек, а в горных выработках — 1000 человек.
Вместе с рабами в эргастериях трудились вольноотпущенники и граждане, включая владельцев мастерских.

## Функционирование
Со 2-й половины V века до н. э. эргастерии стали организованными мануфактурными производствами. При несколько усилившейся специализации (разделении) труда и значительном числе работников эргастерии добивались значительных результатов труда. Хозяева производств часто вели дела не сами, а за определённое вознаграждение предоставляли помещение, инструменты, оборудование и сырье вольнонаёмному работнику или рабу, давая ему возможность во всём остальном хозяйствовать самостоятельно.
Эргастерии существовали во всех отраслях производства (мебельное, текстильное, керамическое, пошив одежды, металлообработка, в том числе производство оружия и др.). В сельском хозяйстве Рима для ненадёжных рабов на латифундиях использовались полуподземные эргастулы, где рабы содержались ночью, а днём в кандалах принуждались работать в поле. Император Август выступил против незаконного содержания свободных в эргастулах, а при императоре Адриане от них вообще отказались.